# 廣東艷花介
廣東艷花介（学名：Abroeythereis guangdongensis）为粗面介科艷花介屬下的一个种。其种加词“guangdongensis”意为“广东的”。